# 丰田汽车
豐田汽車公司（日语：／ Toyota Jidōsha */?），簡稱豐田（トヨタ，TOYOTA）是日本的跨國汽車公司，豐田亦是凌志（LEXUS）、大發（Daihatsu）及日野（HINO）品牌的母公司，並以20%股份成為速霸陸的最大股東。

## 歷史

### 创立初期

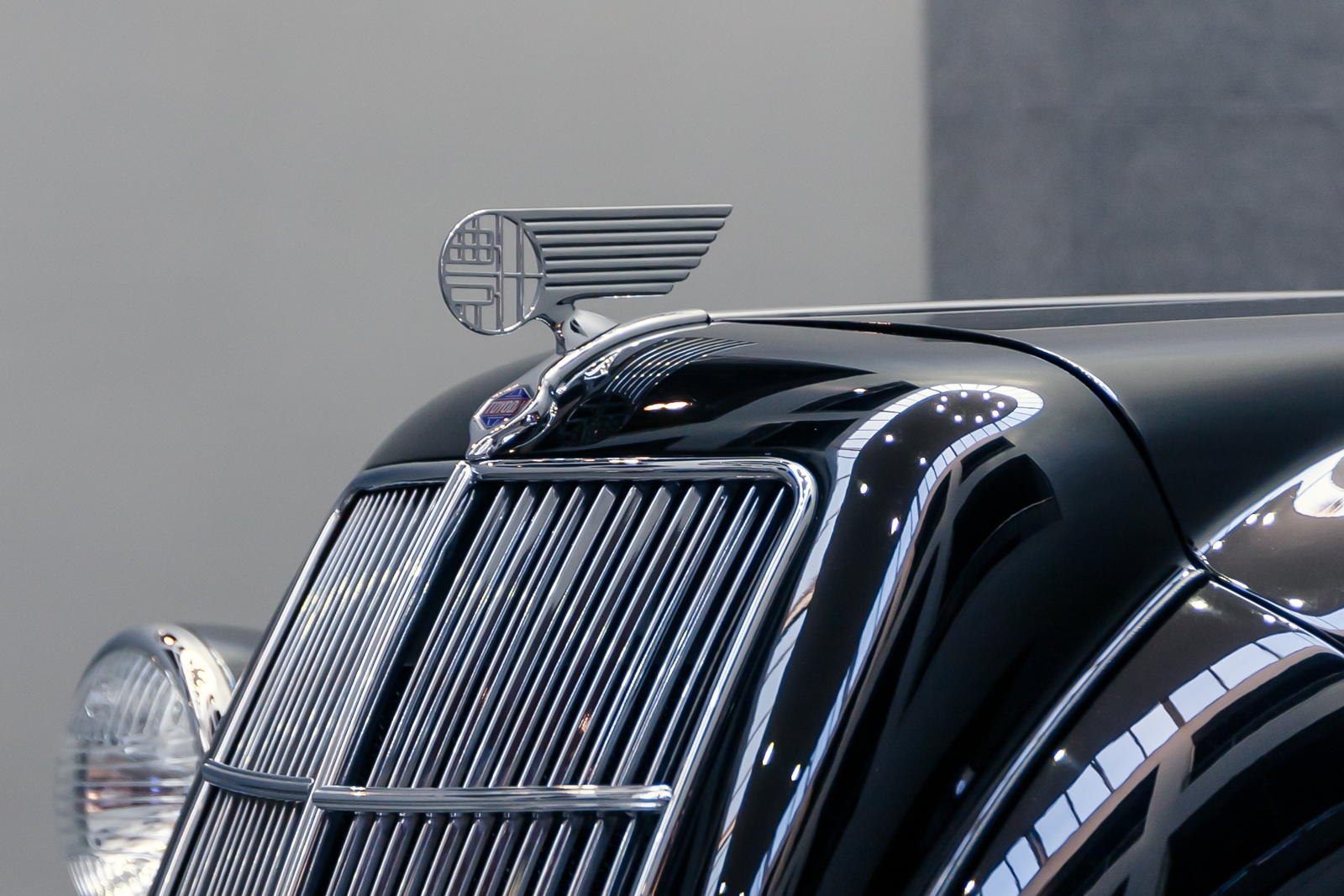
丰田AA的引擎蓋裝飾及丰田第一代Logo

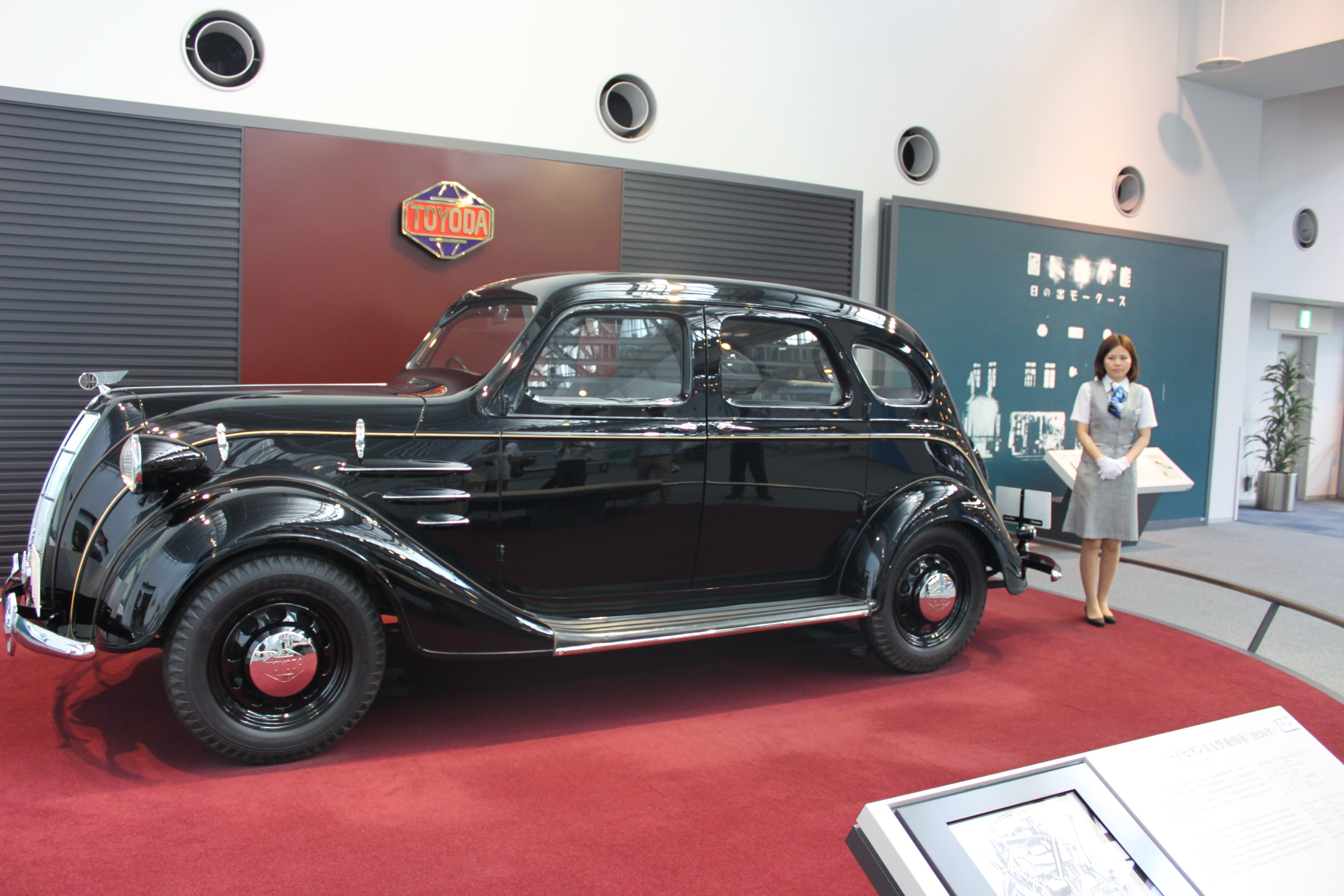
丰田第一款乘用量产车：丰田AA（1936年）

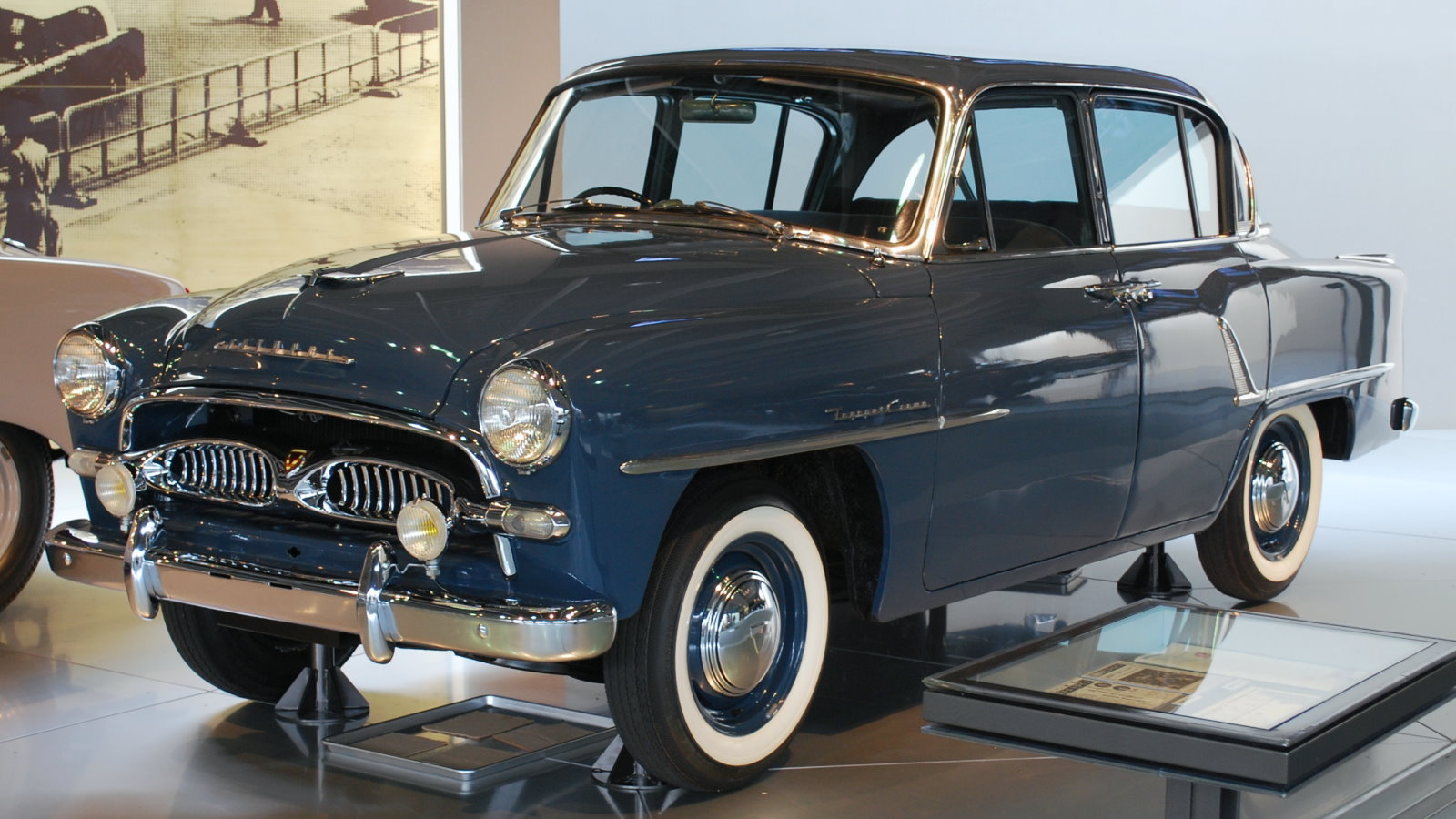
第一代皇冠（时名Toyopet Crown）

豐田汽車于1933年9月从创办人豐田佐吉于1926年创办的“豐田自動織機製作所”成立，有关提议由豐田佐吉的兒子豐田喜一郎所提出，首任社长由入贅女婿豐田利三郎出任。
丰田汽车透過活用在織機製作上的鑄造、機械加工等的技术，于1935年生产出其第一款乘用量产车“丰田AA”。
1936年9月25日，丰田自动织机汽車部門的日文名称中的（Toyoda）调整为“トヨタ（Toyota）”。
1937年8月28日，丰田自动织机汽车部门独立为“丰田自动车工业株式会社”，得到了日本政府的支持，以缓解当时资金和物资的短缺。
二战初期，豐田雖然是日本军方车辆的主要供应商，主要从事军用卡车的生产，在美軍的地圖上標示的是“豐田汽車工廠”，并未被美军认为是重要地带，原本美军預定于1945年8月21日轟炸並燒毁豐田市，惟昭和天皇提早于8月15日宣告无条件投降，因此儘管有些破壞，其中部分豐田的廠房倖免於難。

### 二戰後
第二次世界大戰结束時日本工業被戰爭破壞殆盡，5年后的1950年，丰田公司陷入了經營危機，豐田喜一郎辭任社長一職，后在收紧财政下逐步形成了丰田独特的一套生产方式。
为了与帝國銀行（即其後的三井銀行，現今的三井住友銀行）・東海銀行（即其後的日本聯合銀行，現今的三菱日聯銀行）為首的銀行團进行緊急融資，丰田汽车制造和销售部各自拆为“丰田自动车工业”和“丰田自动车销售株式会社”。同年，丰田汽车总部所在地“举母市”更名为“丰田市”。
丰田喜一郎辞去社长后，石田退二接任社长职务（1950年3月-1961年8月），其任内推出了Corona、皇冠、Publica、Dyna等车型。
在1950年的韓戰中，美軍使用的卡車皆由丰田制造。
1960年8月，石川不器男接任丰田社长，其任内推出了卡罗拉、2000GT、Sports 800等车型并开始向海外市场输出。
1966年，丰田收购了日野自动车，同年开辟大中華市場。丰田是1949年后最早进入中国的资本主义国家汽车公司，于1994年开始在中国大陆生产丰田车型，在天津，成都以及广州的合资工厂进行生产。
1967年，丰田收购大发工业，同年推出大型豪华车型Century、Hiace两款车型，同年丰田英二接任社长。
在丰田英二担任丰田汽车社长时期，丰田推出了多款经典车型，如Mark II、Celica、Soarer、Sprinter、Carina、Starlet等，并陆续开发了一系列独有技术。
截至1980年，丰田在日本的多渠道销售平台形成了“丰田商店”、“Toyopet商店”、“卡罗拉商店”、“Vista商店”（1998年分拆出Netz商店，2004年并入Netz商店）五大分支平台。
1982年7月1日，“丰田自动车工业”和“丰田自动车销售株式会社”重新合并为“丰田自动车株式会社”，丰田章一郎接任丰田社长，其任内推出了Supra、Carina ED、MR2、Hilux Surf （又名4Runner）等车型，足本稳定了丰田在日本国内的高销量地位。
1989年，继日产成立旗下豪华品牌“英菲尼迪”后，丰田成立旗下豪华品牌“雷克萨斯”，同年为庆祝丰田汽车成立50周年，丰田在日本国内设立“丰田博物馆”。
1992年，丰田达郎接任丰田社长，同期随着日本泡沫经济的崩溃，丰田经受严重冲击，车型开发向实用性看齐，陆续推出了RAV4、Estima、Aristo（又名雷克萨斯 GS）、皇冠马杰斯塔等车型，但丰田的财政情况仍未摆脱低迷局势。
1995年，时任丰田副社长的奥田硕接任丰田社长，在奥田硕任内，丰田大幅扩张海外发行路线，推出了Harrier（又名雷克萨斯 RX）、Altezza（又名雷克萨斯 IS）、Progres等车型，推出全球第一款混合动力汽车普锐斯，开创新能源车型的先河，1998年，大发工业成为丰田全资企业，在日野汽车的股权持有量提升至50%。
1999年，张富士夫接任丰田社长，延续奥田硕时期的路线，在海外市场的销量逐渐提升。
2000年，丰田开启以节省开发资源为主的“CCC21”计划，截至2003年时有关计划为丰田节省了3,000亿日元，同年成为全球企业规模第三大。
2005年，渡边捷昭接任丰田社长，继续奥田硕时期的海外路线，同年完成对丰田新总部大楼的建设工程，此外，雷克萨斯在同年进军日本市场，开始在斯巴鲁拥有股权。
2007年，丰田在全球的销量冲至第二名，2008年，丰田汽车全球销量为897万辆，超越美国通用汽车公司，首次成为全球销量最高的汽车制造商。
2021年起，豐田成為全球最大的汽車製造商，並進一步擴大領先最近的競爭對手德國福斯集團的差距。

### 新世紀

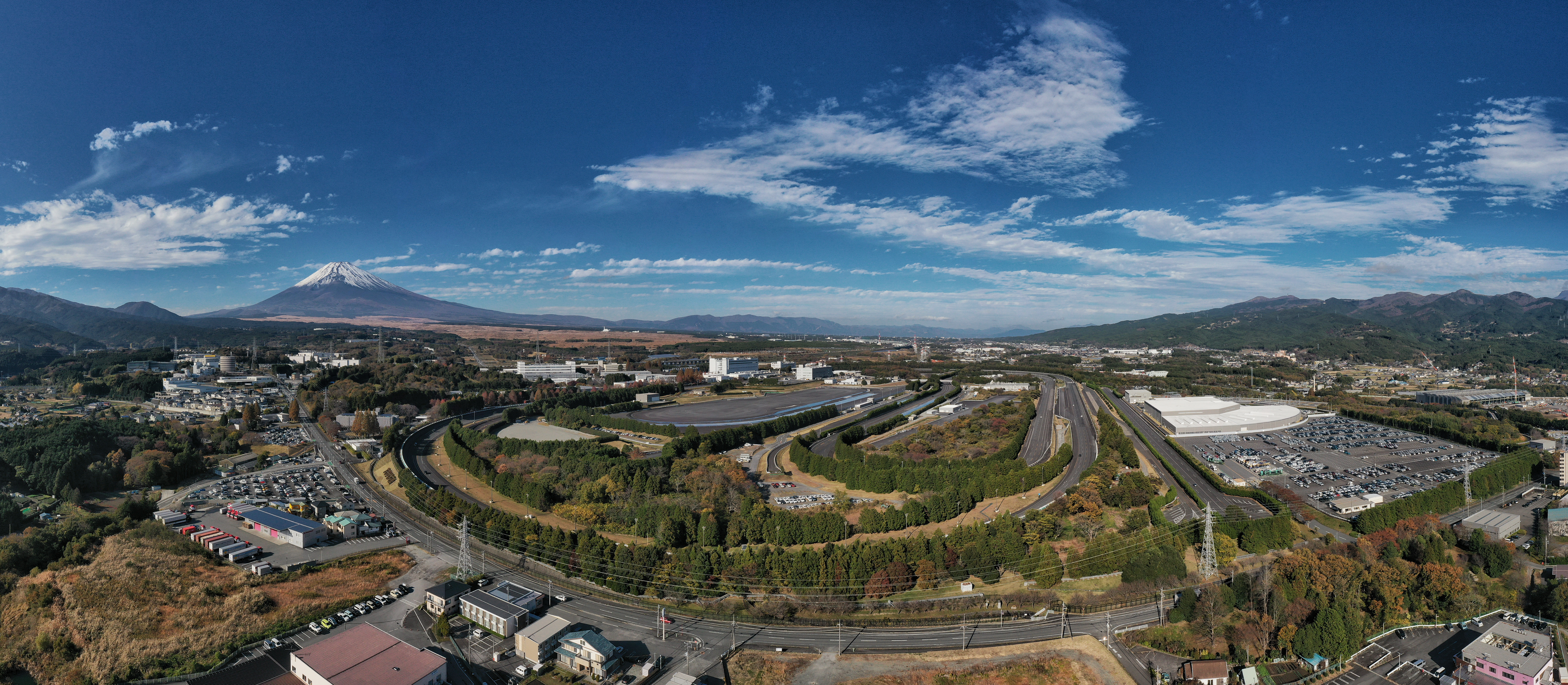
位于静冈富士山麓的东富士研发中心

2017年，豐田汽車贊助2017年阿斯塔納世界博覽會日本館的建設及營運。

## 經營歷程

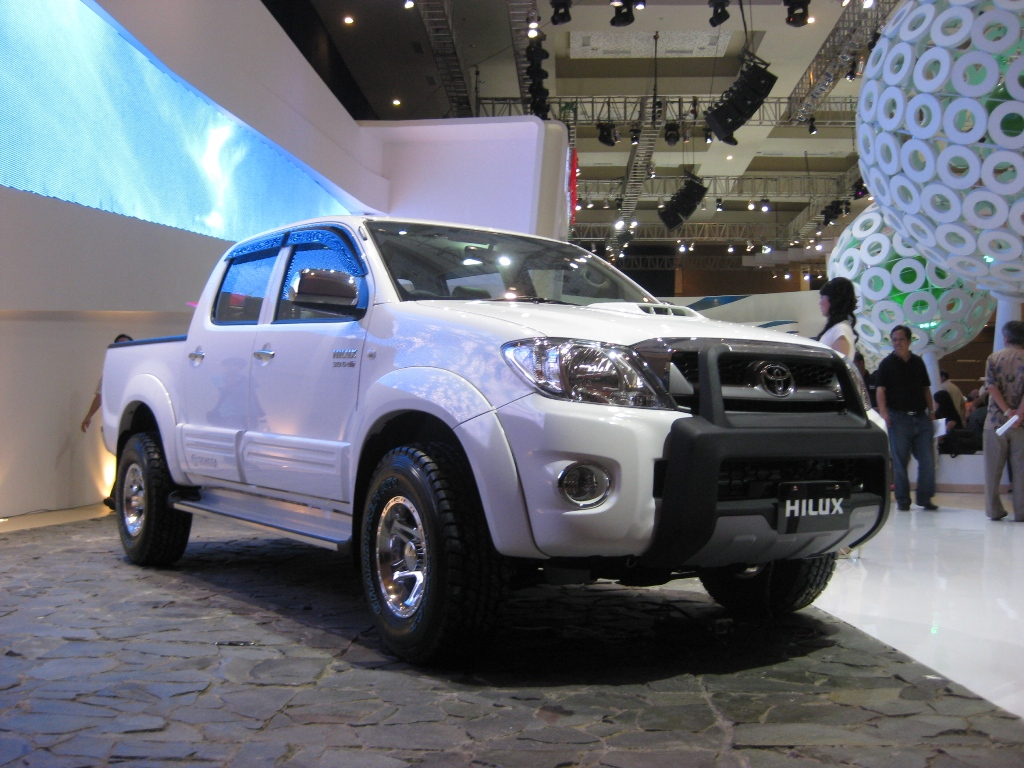
2010年豐田Hilux

經過1950年的危機後，豐田正式確立了像「改善」、「Just-in-time生產系統」（看板系統）以及豐田生產方式等等的生產、經營技術，並開始重視銷售、不單靠銀行融資，努力於充實本身的資本，現已成為無借賃經營的企業。由於豐田的內部儲備相當充足，故有「豐田銀行」之稱。根據2002年度的結算，豐田是首家日本企業的年結經營利潤超過了一兆日圓。而在2004年度的結算中，也是首間日本企業的年結純利（以美國會計基準）超過了一兆日圓。
豐田從1950年代就開始著手投入品質管理。例如車門及車尾廂等開合部份的接口等狀況、隔音性能等等，對這些用家較易察覺部份的品質進行評價。豐田一方面繼續琢磨已很可靠的既有技術，另一方面又擅長以低成本來製造相對高質素製品的技術，故其下汽車經常被評價為低故障率。另一方面對比其他車廠，由於豐田較為慎重於機械結構上的新技術導入，故經常被外面批評為「跟風」、「行為謹慎」及「只取人家之長」。觀乎1960年第2代的Corona（日冕），大眾對其單體構造車身的脆弱、以及柴油方式的不受歡迎之類的批評，可見豐田是受到顧客們如何嚴格回應自己研發的新技術的經驗所影響。
花費六年時間研發，終於在1962年發售的700cc小型大眾汽車．第一代的Publica，是一台為了以基本概念，去徹底實現價格低廉化及經濟性所設計的實用車種。可是不斷被消費者「反正都要買，貴一點也無所謂」這樣的心理所打壓，結果使銷售量不振。車廠透過分析銷售量不振的原因，以及加裝上收音機及暖風機等等豪華設備後，銷售數字才得以上昇。透過此次事件，使到「豐田的80分主義」思想因而產生。
1966年發售的第一代Corolla（花冠）開發調查主任的長谷川龍雄提出80分主義。指出一方面要提高產品的完成度，另一方面不單只追求優越於其他廠商的機能與性能，更要以萬人所接受的80分為合格目標，超越80分後再逐級攀上獲取更高分數，最終達致各方面均取得平衡的企業思想。之後，80分主義更加演變成為了「80分主義+Alpha」，成為了針對舊車款及其他公司的差別化策略。可是「80分」這一個字被批評為獨行獨斷，屢次受反對者批評為「不完美，偷工減料地造車」。由於對於「80分主義」的批評陸續浮現，所以豐田於1968年發售的小型貨車Hilux廣告上打著「101分主義」的旗號。
在1970年代後期，世界各地的小型汽車正循著前輪驅動方向進行之際，豐田在推出前輪驅動的主力車款Corolla和Corona之前，先行推出過新車款如「Tercel．Corsa」，以及改良型的中級小型汽車「Camry（冠）．Vista（眺望）」等主力以外的車款。透過推出以上車款而獲得顧客的回應之後，仍然繼續一併推出兩種不同驅動方式的車款，可見其策略慎重。另外，由山葉（Yamaha）發動機提供高性能型雙凸輪軸引擎組件，又由本田引進引擎的稀薄燃燒系統及廢氣淨化系統等，豐田雖然得到同業其他公司的援助，得以獲取如高度的技術及排氣對策等等的緊急需要，但是豐田傾向能把獲得的技術改良，投放於其產品身上並發揮其實力。如開發為了使燃燒效率提高的狹角配置多閥雙凸輪軸引擎（High Mechanism Twincam），並把這項產品搭載於大量投產的車款之中可見一斑。
在90年代以後的不況期，其經營舉動也備受注目。最終豐田把其生產方式向其他企業出售。可是另一方面，其壓價至一毛錢也不放過的方式，被評犹如「把乾毛巾扭盡」般，對一些與其有合約關係的公司以及大型的客戶（如製鐵商）強烈壓迫，受到嚴重批評。另外，豐田在各地所面對的負面新聞令其備受注目。如在興建豐田商工會議所所需的9億日圓裡，由豐田市資助當中約7億日圓的建設費用；在興建名古屋站前的新總部大樓「Midland Square」上又收受市街地再開發補助金；其負責所有債務負擔的蒲郡海洋開發（Laguna）項目上又強求愛知縣及蒲郡市增加投資；在項目中心部開設的海陽學園又偷步：在取得認可前先行評核獎學金得獎者等等欠缺社會性的負面新聞引起了社會的關注。
1990年代後期，久未受過注目的豐田亦曾搶先把位於引擎部份的智慧可變汽門正時控制系統（Intelligent Valuable Valve Timing Control，VVT-i）普及化。（引擎可變汽門正時為義大利飛雅特汽車的專利技術，引擎可變汽門揚程為美國通用汽車之專利技術，引擎連續可變汽門正時為美國加州Clemson大學的專利技術）因為該系統能夠根據行車狀況，由電子系統控制汽門重疊角。所以豐田旗下大部份的車款，均能獲取日本國士交通省（前運輸省）所訂定的低排放量汽車標準。這套系統與日產汽車的NVCS，以及三菱汽車的MIVEC其實是同一個系統。
在經過1990年代的業界重組期之後，現在一般都會與集團內的各間公司共同開發。但小型汽車用的新型引擎以及車款的設計就會交予大發工業，而貨車的開發則會交予日野汽車。至於燃料電池車及以汽油和電池驅動的環保車款的開發，就會與因為提供零件而關係深厚的松下集團一同提攜。除此之外，豐田亦有出戰世界最頂級的一級方程式賽車等的汽車運動；又投身於先進技術的開發及實用化，諸如燃料電池混合系統，以及G-Book．G-Book Alpha等的車用通訊系統等，把這些技術提供予集團以外的其他公司，以耽誤對網絡的根本思想不理解的對手，本田技研工業推出同類產品於市場的時間，並試圖挽回其營業成績。
在北海道士別市擁用一個巨型試車場，又專門開發為降雪地區而設的車款，以及一些針對海外市場的商品，可見其多元化的一面。
但最近諸如花冠及普鋭斯等受歡迎的車款相繼出現問題須要回收。主要原因，是因為日本國內汽車市場競爭白熱化，為了勝出這場銷售戰，豐田與零件商聯手有計劃地削減成本並同時提升生產效率。其中一項有力手段，就是不再開發及使用為特定車款而設的專用零件，轉而令零件共通化，適合各個車款。但結果卻出現共通化的零件與汽車排斥的情況，因而回收數量大幅增加，成為問題弊端。

## 經營者

### 歷代社長
豐田自動車工業株式会社・豐田自動車販賣株式會社・豐田自動車株式會社的社長之變遷
| 豐田自動車工業株式會社 社長 | 豐田自動車工業株式會社 社長 | 豐田自動車工業株式會社 社長 | 豐田自動車工業株式會社 社長 | 豐田自動車工業株式會社 社長 | 豐田自動車工業株式會社 社長                                                                        | 豐田自動車工業株式會社 社長                                                                                                   |
| 任                          | 姓名                        | 姓名                        | 就任日                      | 退任日                      | 備註                                                                                               | 備註 |
| --------------------------- | --------------------------- | --------------------------- | --------------------------- | --------------------------- | -------------------------------------------------------------------------------------------------- | --- |
| 1                           |                             | 豐田利三郎                  | 1937年8月                   | 1941年1月                   | 豐田佐吉的婿養子（長女愛子之夫） 利三郎在退任後、轉任豐田自動車工業會長 初代豐田自動織機製作所社長 | 豐田佐吉的婿養子（長女愛子之夫） 利三郎在退任後、轉任豐田自動車工業會長 初代豐田自動織機製作所社長                            |
| 2                           |                             | 豐田喜一郎                  | 1941年1月                   | 1950年6月                   | 創業者 第2代自動車技術會會長 2018年入選自動車殿堂                                                  | 創業者 第2代自動車技術會會長 2018年入選自動車殿堂                                                                             |
| 3                           |                             | 石田退三                    | 1950年7月                   | 1961年8月                   | 石田退任後、轉任豐田自動車工業會長                                                                 | 石田退任後、轉任豐田自動車工業會長                                                                                            |
| 4                           |                             | 中川不器男                  | 1961年8月                   | 1967年10月                  | 於任期中逝世                                                                                       | 於任期中逝世 |
| 5                           |                             | 豐田英二                    | 1967年10月                  | 1982年7月                   | 英二退任後、轉任豐田自動車會長 第2代日本自動車工業會會長 1994年入選自動車殿堂                      | 英二退任後、轉任豐田自動車會長 第2代日本自動車工業會會長 1994年入選自動車殿堂                                                 |
| 豐田自動車販賣株式會社 社長 |                             |                             |                             |                             | | |
| 代                          | 姓名                        | 姓名                        | 就任日                      | 退任日                      | 備註                                                                                               | 備註 |
| 1                           |                             | 神谷正太郎                  | 1950年4月                   | 1975年12月                  | 神谷退任後、轉任豐田自動車販賣會長                                                                 | 神谷退任後、轉任豐田自動車販賣會長                                                                                            |
| 2                           |                             | 加藤誠之                    | 1975年12月                  | 1979年6月                   | 加藤退任後、轉任豐田自動車販賣會長                                                                 | 加藤退任後、轉任豐田自動車販賣會長                                                                                            |
| 3                           |                             | 山本定藏                    | 1979年6月                   | 1981年6月                   | ―                                                                                                  | ― |
| 4                           |                             | 豐田章一郎                  | 1981年6月                   | 1982年6月                   | ―                                                                                                  | ― |
| 豐田自動車株式會社 社長     |                             |                             |                             |                             | | |
| 代                          | 姓名                        | 姓名                        | 就任日                      | 退任日                      | 補足                                                                                               | 備註 |
| 1                           |                             | 豐田章一郎                  | 1982年7月                   | 1992年9月                   | 從工販合併前算的話為第6代                                                                          | 退任後、会長に就任 第4代日本經濟團體聯合會會長 第4代日本自動車工業會會長 2007年入選自動車殿堂 桐花大綬章受章 法國榮譽軍團勳章 |
| 2                           |                             | 豐田達郎                    | 1992年9月                   | 1995年8月                   | 從工販合併前算的話為第7代                                                                          | 退任後、轉任副會長 第6代日本自動車工業會會長                                                                                  |
| 3                           |                             | 奥田碩                      | 1995年8月                   | 1999年6月                   | 從工販合併前算的話為第8代                                                                          | 退任後、轉任會長 初代日本經濟團體聯合會會長 第9代日本自動車工業會會長                                                         |
| 4                           |                             | 張富士夫                    | 1999年6月                   | 2005年6月                   | 從工販合併前算的話為第9代                                                                          | 退任後、轉任副會長 第12代日本自動車工業會會長                                                                                 |
| 5                           |                             | 渡邊捷昭                    | 2005年6月                   | 2009年6月                   | 從工販合併前算的話為第10代                                                                         | 退任後、轉任副會長 第3代首都高速道路會長                                                                                      |
| 6                           |                             | 豐田章男                    | 2009年6月                   | 2023年4月                   | 從工販合併前算的話為第11代                                                                         | 第15代・第18代日本自動車工業會會長                                                                                            |
| 7                           |                             | 佐藤恆治                    | 2023年4月1日                | （現任）                    | 從工販合併前算的話為第12代                                                                         | |

### 歷代會長
豐田自動車工業株式會社・豐田自動車販賣株式會社・豐田自動車株式會社會長變遷
| 豐田自動車工業株式會社 會長 | 豐田自動車工業株式會社 會長 | 豐田自動車工業株式會社 會長 | 豐田自動車工業株式會社 會長 | 豐田自動車工業株式會社 會長 | 豐田自動車工業株式會社 會長                | 豐田自動車工業株式會社 會長                |
| 代                          | 姓名                        | 姓名                        | 就任日                      | 退任日                      | 備註                                       | 備註                                       |
| --------------------------- | --------------------------- | --------------------------- | --------------------------- | --------------------------- | ------------------------------------------ | ------------------------------------------ |
| 1                           |                             | 豐田利三郎                  | 1941年1月                   | 1945年11月                  | 利三郎在退任後、轉任豐田自動車工業監査役   | 利三郎在退任後、轉任豐田自動車工業監査役   |
| 2                           |                             | 石田退三                    | 1961年8月                   | 1971年7月                   | 石田在退任後、繼續兼任豐田自動車販賣監査役 | 石田在退任後、繼續兼任豐田自動車販賣監査役 |
| 3                           |                             | 齋藤尚一                    | 1972年12月                  | 1978年9月                   | ―                                          | ―                                          |
| 4                           |                             | 花井正八                    | 1978年9月                   | 1982年7月                   | 花井在退任後、轉任豐田自動車相談役         | 花井在退任後、轉任豐田自動車相談役         |
| 豐田自動車販賣株式會社 會長 |                             |                             |                             |                             |                                            |                                            |
| 代                          | 姓名                        | 姓名                        | 就任日                      | 退任日                      | 備註                                       | 備註                                       |
| 1                           |                             | 神谷正太郎                  | 1975年12月                  | 1979年6月                   | 神谷在退任後、轉任豐田自動車販賣名譽會長   | 神谷在退任後、轉任豐田自動車販賣名譽會長   |
| 2                           |                             | 加藤誠之                    | 1979年6月                   | 1982年6月                   | 加藤在退任後、轉任豐田自動車監査役         | 加藤在退任後、轉任豐田自動車監査役         |
| 豐田自動車株式會社 會長     |                             |                             |                             |                             |                                            |                                            |
| 代                          | 姓名                        | 姓名                        | 就任日                      | 退任日                      | 補足                                       | 備註                                       |
| 1                           |                             | 豐田英二                    | 1982年7月                   | 1992年9月                   | 工販合併前，通算5代目                      | 退任後、轉任名譽會長                       |
| 2                           |                             | 豐田章一郎                  | 1992年9月                   | 1999年6月                   | 工販合併前，通算6代目                      | 退任後、轉任名譽會長                       |
| 3                           |                             | 奥田碩                      | 1999年6月                   | 2006年6月                   | 工販合併前，通算7代目                      | 退任後、轉任相談役                         |
| 4                           |                             | 張富士夫                    | 2006年6月                   | 2013年6月                   | 工販合併前，通算8代目                      | 退任後、轉任名譽會長                       |
| 5                           |                             | 内山田竹志                  | 2013年6月                   | （現職）                    | 工販合併前，通算9代目                      | ―                                          |

## 品牌

### 豐田
從創業當初開始，就在全日本各地尋求當地資本，從而整合成為早期的銷售網絡。這一點可以看到受美國的通用汽車所影響。「銷售豐田」這稱號，奠定了豐田高銷售能力的形象。時至今日，豐田旗下在日本國內擁有四個零售網絡。
在1954年發售的1000cc SKB貨車（1956年改稱「Toyoace」），其半開放式的駕駛艙設計，成為了當時席卷日本國內的機動三輪車（俗稱『三腳雞』）的對抗商品。由於其策略性地以較低價格發售，結果取得了空前成功。這亦成為了契機，使日本的小型貨車市場，由三輪朝向四輪汽車。
另外，在1955年發售的第一代Crown（皇冠），其前輪的獨立懸掛架及低地台設計的底盤，成為了與當時歐洲車構造相同而被大量生產的日本製汽車車款。自此之後，Crown以日本國內專用車款為目標繼續發展，成為了日本國內保守階層及官方用車，同時也開始作為商業用車。踏入2000年後，開始在中國大陸生產。
在60年代以後，以穩重保守的設計、充裕的排氣量及車身設計，以及提供多種選配的策略，豐田成功壓倒與其競爭的其他對手。
1989年，一句「全新豐田開始行走」宣傳語句標致著豐田進入一個新時代的開始，同時也使用了全新設計的標誌。
豐田集團的銷售量也包含子公司日本大發汽車（Daihatsu），大發汽車主要生產小型車與排氣量660cc以下的迷你輕型車為主，這類660cc迷你車輕型車售價便宜在日本很受歡迎，大發的迷你輕型車年銷售量可達數十萬輛。

### 凌志（豪华房车品牌）
上世紀八十年代，由於豐田Supra跑車及豪華車款豐田Cressida的成功，時任豐田汽車會長的豐田英二在1983年召開一個會議，並在會上如此提問：「我們能否創造一部豪華轎車稱霸全球呢？」。豐田汽車隨之實行「F1」計劃（其中「F」字取自英文「Flagship」），目標是發展一部使豐田的生產線能夠擴展的豪華轎車，使豐田能夠稱霸豪華轎車市場。
豐田最初鎖定美国市场作为主要銷售對像，並在1985年派人到美國進行對奢侈品顧客的市場調查。爲了更好地了解美國上流社會顧客的生活方式和品味，豐田汽车設計師更親自租住位於加州橙縣拉古納比奇的豪宅。豐田的市場研究得出一个結論：這個未來的豪華旗艦車款將需要一個完全獨立的品牌和銷售管道，以及各種計劃以發展這個品牌的代理網路。
後來豐田的主要競爭對手—本田車廠於1986年公佈了其豪华（美國）汽车品牌Acura，與此同時另一家日本車廠日產亦宣佈他們成立豪華汽車部門Infiniti的計劃，馬自達及三菱汽車亦表示正考慮發展旗艦車種，這加快了豐田成立自己的豪華汽車品牌的步伐。
1989年，「F1」研发計劃完成，推出首款房車凌志LS 400，擁有其前身沒有的獨特設計，以後輪驅動，搭載4.0公升V8汽油引擎。1989年1月，LS 400於美国底特律舉行的北美國際汽車展中首次亮相。同年九月，凌志正式在美國的七十三個代理商網絡開始銷售。凌志的出现成功打破其他豪華汽車品牌在北美市場的壟斷局面。
2005年8月30日，凌志開始在日本國內發售GS、IS及SC的三款系列。IS系列則延遲一個月後9月28日開始發售。

### 赛昂（北美品牌）
「賽揚汽車」是以美國年青人為主的品牌，這個品牌視被稱為「Y世代」的青少年為主要銷售對象。豐田一向被評為把主要客源定在年齡較高，一般較為成熟的顧客身上。要如何爭取年青一代的客源成為了課題。故豐田在商品開發構想及廣告宣傳上採用了嶄新手法，試圖改變大家一貫對豐田感到厭倦的形象。「Scion」的外型設計緊貼潮流，作為一件潮流商品，可按照顧客喜好而作出多方面的更改，實行把汽車「個性化」，開拓一個既不是大眾化，又不是高級房車的新種類。

## 商品開展
豐田的方針是最先推出者就可確保市場佔有率，所以必然培育出保守的商品。但是另一方面作為市場的領導者，就必需要率先開拓新的市場。

### 銷售豐田
豐田在50年代後期至60年代，相繼推出Crown、Corona及Publica三款汽車，構成了乘用車的基本雛形。及後在60年代後期，各個車種相繼進行型號更改，使其大型化、豪華化，亦加添一些中級的型號。舉例來說，在Publica（即其後的Starlet）與Corona中間引入Corolla；再在Corona與Crown之間引入Corona Mark II（即其後的Mark II）；及在Corolla與Corona之間引入Celica等。透過這種車種的增加，由Publica作為入門型號，到Corolla、Corona、Mark II至豐田的旗艦型號Crown，使其商品作金字塔式的形狀展開。
這種形式的開展進一步被日本慣用的年功序列及終身僱用制度所支持。因為正當日本的上班族被承諾有進升及加薪機會的時候，這促使他們轉購一些更加高級的型號。在80年代曾經使用過的一句宣傳語句「總有一天Crown」正好反映了豐田的這種銷售策略。另一方面，銷售網絡的配備亦非常完善，有時在不同網絡甚至會投入使用同一底盤同一車身，但作了細微更改的「兄弟車款」，都促使銷售網絡間的競爭，進而擴大銷情。
像這樣的商品開展，重視顧客動向的經營策略，使到在60年代，日本開始汽車化之際，相對於「技術日產」而被評為「銷售豐田」的稱號。

### 市場多樣化
近年，汽車產業承接著先進國家的市場成熟，社會環境變化、世代交替以及價值觀變化等等因素，在豐田商品身上亦可見到富多樣化的特徵。1997年，一句「要趕上21世紀」而向市場推出了世界首台大量生產的混燃汽車Prius。當時的業界認為，推出「環保汽車」的時間尚早，結果先拔頭籌取得成功。同年宣佈推出的大熱型號Harrier（Lexus RX），成功開拓了高級SUV的市場，其他廠商亦相繼倣效。
至於1999年的Vitz（其他市場稱Yaris，香港曾稱Echo），碰巧日本進入長期衰退狀態，正是推出小型汽車的好時機，結果豐田亦在這一部份的市場大量發展。在北美方面，向來銷售情況不好的年青人車款，曾經過經濟摩擦而一時暫緩的「敞蓬小型貨車」（Pickup，中華人民共和國稱皮卡）市場，豐田亦都嘗試在各分野內進行促銷。分別在2002年開始以年青人為主的品牌「賽揚汽車」以及在2006年計劃全面進入皮卡市場。

### 中國市场
2000年6月與中國第一汽車集團开始有合作關係。另外在2004年9月與廣州汽車集團共同設立一家合资公司。
- 2002年10月開始在天津一汽豐田廠房（一工廠）生產「威馳」（Vios），開始進軍起步较晚的中國市場。
- 2003年尾開始在长春豐越公司廠房生產「陸地巡洋艦」（Land Cruiser）。
- 2004年春開始在天津一汽豐田廠房生產「花冠」（Corolla）。
- 2005年3月開始在天津一汽豐田廠房生產（二工廠）「皇冠」（Crown）。
- 2005年秋開始在天津一汽廠房生產（二工廠）「銳志」（Reiz，日本稱Mark X）。
- 2005年12月開始在四川一汽豐长春豐越公司廠房生產「普銳斯」（Prius）。
- 2006年5月開始在廣州豐田廠房生產「凯美瑞」（Camry）。

2025年2月，丰田汽车宣布与上海市政府达成合作意向，将在上海市金山区设立雷克萨斯品牌纯电动汽车及电池的研发和生产公司，成为继特斯拉后第二家在中国大陆独资建厂的外国车企。

## 汽車運動

### 拉力賽
豐田的汽車運動，要數1957年的澳洲拉力賽為首次。當時參賽的是Crown，結果獲得第47位。
從70年代開始直至1999年為主，豐田的歐洲車隊曾以Corolla Levin、Sprinter Trueno、Celica以及Supra參戰世界拉力錦標賽。在1975年芬蘭的千湖拉力賽初次贏得WRC的冠軍殊榮。之後在1993年及1994年連續兩年奪得最佳車手及最佳車廠銜頭。
但在1995年WRC加泰羅尼亞賽站中，被發現違反賽規擅自加裝用以限制引擎吸氣量的組件來作弊，因而被取消1995年的所有積分，以及受到直至1996年為止都不能再參加任何賽事的停賽處分。
之後在1997年，捨棄笨重的Celica，換上了由法國籍車手Didier Auriol駕駛搭載了3S-G引擎的Corolla。翌年1998年西班牙籍車手Carlos Sainz從福特過檔而來，以開幕戰的優勝做掩飾，結果勝出兩場，以車廠排名第2位的佳績完結一季。翌年1999年，雖然只勝出於中國拉力賽，但被提名入選，最終相隔5年第3度奪得最佳車廠銜頭。可是，在意大利聖里模賽站前歐洲車隊宣傳將會參戰一級方程式賽車，結果終結了日本最大汽車生產商27年來參與拉力賽的挑戰。

### 耐力賽
1982年在日本舉辦的世界耐力賽，與「童夢」及「TOM'S」共同開發的Celica Turbo C，作為賽車（C組車）參賽。
1983年，參與從該年開始舉辦的全日本耐力賽（1987年改稱全日本賽車賽），相繼投入與童夢及TOM'S共同開發的4氣筒渦輪增壓83C（83年）～88C（88年），8氣筒渦輪增壓的88CV（88年）～92CV（92年）。在1987年更開始以豐田車隊的名義參賽。
1985年，開始參與在法國舉行的勒芒24小時耐力賽。要數最初一台搭載了豐田引擎的機器，該是1975年的Sigma MC-75。雖然也有某幾年沒有參加，但到1999年為止也有參加該項賽事。從1985年至1990年均使用渦輪增壓引擎車參賽，1992年至1993年則使用一台搭載了與當時一級方程式賽車同樣規定，自然吸氣式3.5升10氣筒引擎的TS010參賽，在1992年獲得第2位。1994年把92C-V改裝成94C-V出場，可是遇上同時的保時捷車廠把962C作GT形式改裝，結果只能屈服於這台可說是犯規的962GT手上，最終得第2位收場。至於在1998年至1999年則以Toyota GT-One（TS020）迎戰。豐田雖有壓倒性的機器性能，可是相繼遇上難題最終只以1992的最高成績第2位作結。
1992年的世界賽（SWC）以TS010參賽，在第一站意大利蒙扎賽道由日本車手小河等勝出。

### 其他
從1994年到1998年參與全日本巡迴賽（JTCC），更在1995年參與全日本GT賽（現稱Super GT）。在GT500級別當中，2005年以Supra參賽，從2006年開始將會以Lexus SC參賽。至於GT300級別方面則會以Celica及MR-S參賽。
從1996年開始亦參與美國盃賽（American Championship Car Racing），作為引擎生產商。在2002年獲得最佳車手及最佳生產商兩項殊榮。2003年開始，更加參與印地賽車聯盟（IRL）賽事，身為日本的生產商初次在世界三大賽事之一的「Indy500」取得冠軍，在參與IRL的首年即獲得最佳車手及最佳生產商兩項殊榮。可是豐田卻宣佈在2006年會退出IRL賽事，結果只在2005年取得一個杯別結束。另一方面，豐田從2000年開始參與北美房車賽，派出Celica參與NASCAR的Goodies Dash系列賽事。2004年更加是史上首次有新的生產商參與NASCAR最頂級的3項賽事。豐田以Tundra參與Craftsman Truck系列賽事。其後豐田更宣佈在2007年將會以Camry出戰NASCAR裡最高峰的級別，NEXTEL Cup及Busch Series賽事。
另外在業餘賽事方面，豐田除舉辦只限Vitz或Altezza車款的「NetzCup」，以及專為拉力賽初學者而設的「TRD Vitz Challenge」賽事之外，還開辦了以培養年輕車手為目的的少年方程式賽事「Formula Toyota」，實行擴大各項目的實力。

## 生產地點

### 日本國內

#### 直營
- 總部（愛知縣豐田市）
- 本社工廠（愛知縣豐田市）－1938年成立：工廠編號A11
貨車、Land Cruiser的底盤
- 元町工廠（愛知縣豐田市）－1959年成立
Crown、Mark X、Estima、Brevis、Progres、Mark II Blit、Lexus LFA、Lexus LC
- 高岡工廠（愛知縣豐田市）－1966年成立：工廠編號A31、A32
Corolla、Corolla Fielder、Corolla Runx、Allex、Vitz、ist、Sienta、Porte、Ractis
- 堤工廠（愛知縣豐田市）－1970年成立：工廠編號A41、A42
Premio、Allion、Camry、Vitz、Caldina、Prius、賽揚tC、汽車底部機械零件
- 上鄉工廠（愛知縣豐田市）－1965年成立
6氣筒引擎、其他
- 貞寶工廠（愛知縣豐田市）－1986年成立
工廠生產設備、其他
- 廣瀨工廠（愛知縣豐田市）－1989年成立
電子裝備零件、其他
- 三好工廠（愛知縣三好市）－1968年成立
汽車底部機械零件、其他
- 明知工廠（愛知縣三好市）－1973年成立
汽車底部機械零件、引擎、其他
- 下山工廠（愛知縣三好市）－1975年成立
汽車底部機械零件、其他
- 田原工廠（愛知縣田原市）－1979年成立：工廠編號A51-A54
  - 第一製造部：Lexus GX（Land Cruiser Prado Base）、Land Cruiser Prado、4Runner（美國市廠Hilux Surf）
  - 第二製造部：RAV4
  - 第三製造部：Celsior、Lexus LS（前Celsior，2006年預定改款）、Lexus GS（前Aristo）、Lexus IS（前Altezza）
注意：第三製造部是Lexus的專用工廠
- 衣浦工廠（愛知縣碧南市）－1978年成立
汽車底部機械零件、其他

#### 關連公司營運
- 九州豐田宮田工廠（福岡縣宮若市）
Lexus RX、NX、ES、CT、HS、Toyota Sai(2017停產)
- 豐田自動織機長草工廠（愛知縣大府市）：工廠編號B11
Vitz
- 豐田車體富士松工廠（愛知縣刈谷市）：工廠編號C21
Prius、Ipsum、Noah、Voxy、Estima、Estima Hybrid
- 豐田車體員辨工廠（三重縣員辨市）：工廠編號C31
Hiace（長陣版）、Alphard、Alphard Hybrid、Townace Van、Liteace Van、Granvia Van
- 豐田車體吉原工廠（愛知縣豐田市）：工廠編號D11
Land Cruiser 100、Land Cruiser Cygnus、Coaster、Quick Delivery
- 關東汽車工業東富士工廠（靜岡縣裾野市）：工廠編號M21
Century、Lexus SC（前Soarer）、Crown Sedan、Comfort、Celica、Corolla Sedan、Corolla Spacio、Corolla Fielder、Isis
- 關東汽車工業岩手工廠（岩手縣膽澤郡金崎町）：工廠編號M31
Mark X、Belta
- 中央汽車總部工廠（神奈川縣相模原市）：工廠編號N11
Raum、Corolla Runx、Allex、MR-S
- 日野汽車羽村工廠（東京都羽村市）：工廠編號P11
Hilux Surf、Toyoace、Dyna
- 日本巴士（J Bus）小村事業所（石川縣小松市）
Coaster R
- 大發工業總部（池田）工廠第2地區（大阪府池田市）：工廠編號K11
Passo、bB
- 大發工業京都工廠（京都府乙訓郡大山崎町）：工廠編號K21
Probox、Succeed
- 大發九州大分（中津）工廠（大分縣中津市）
Rush
- 岐阜車體工業（岐阜縣各務原市）：工廠編號E11
Hiace（特長陣版）、Toyota救護車

### 海外
合計26個國家，51間公司

#### 歐洲
- 英國
  - Toyota Motor Manufacturing (UK) Limited
Avensis

#### 北美
- 美國
  - Toyota Manufacturing Kentucky（肯塔基州喬治城）
  - 德克薩斯州工廠
  - 印第安納州工廠
  - NUMMI
- 加拿大
  - Toyota Manufacturing Canada（安大略省）
  - Woodstock工廠（2008年預定開始投產）
  - Canadian Autoparts Toyota Inc. （不列颠哥伦比亚省）

#### 亞洲
- 中國大陸
  - 四川一汽丰田汽车有限公司：與中国第一汽車集团的合资企業（长春市、成都市）
柯斯达（Coaster）、普拉多（Land Cruiser prado）、兰德酷路泽（Land Cruiser）、普锐斯（Prius）、荣放（RAV4）
  - 天津一汽丰田汽车有限公司：與中国第一汽車集团的合资企業（天津市）
威馳（Vios）、花冠（Corolla-EX）、皇冠（Crown）、锐志（Mark X/Reiz）、卡罗拉（Corolla）
  - 广汽丰田汽车有限公司：與中国廣州汽車集团的合资企業（廣州市）
引擎、凱美瑞（Camry）、致炫（Yaris-L）、汉兰达（Highlander）、逸致（E`Z）、雷凌（Levin）
- 臺灣
  - 和泰汽車股份有限公司
  - 國瑞汽車股份有限公司（中壢工廠、觀音工廠）
Vios、Corolla Altis、Sienta、Yaris、Corolla Cross
- 马来西亚
  - UMW Toyota Motor
Hilux、Fortuner、Vios、Camry、Avanza、Altis、Rush
- 泰國
  - Toyota Motor Thailand（森姆朗工廠）
Hilux、Fortuner
  - Gateway工廠
Vios、Corolla、Camry、Wish
- 印尼
  - Toyota Motor Manufacturing Indonesia（遜達工廠）
Kijang Pickup
  - 加羅旺工廠
Innova
- 印度
  - Toyota Kirloskar Motor（Bangalore工廠）
Innova、Corolla

## 车系
| 2023財年全球最暢銷的豐田 車型/系列 | 2023財年全球最暢銷的豐田 車型/系列 | 2023財年全球最暢銷的豐田 車型/系列 |
| 排名                               | 車型                               | 銷量 （萬台）                      |
| ---------------------------------- | ---------------------------------- | ---------------------------------- |
| 1                                  | Corolla                            | 153.8                              |
| 2                                  | Yaris                              | 90                                 |
| 3                                  | RAV4                               | 84.7                               |
| 4                                  | Hilux                              | 64.8                               |
| 5                                  | Camry                              | 64.2                               |
| 6                                  | Highlander                         | 37.9                               |
| 7                                  | Tacoma                             | 26                                 |
| 8                                  | Levin                              | 19.5                               |
| 9                                  | Fortuner                           | 17.7                               |
| 10                                 | Avanza                             | 17.5                               |

### 日本
- Raize（大發Rocky雙生車）
- Belta（英语：Toyota Belta）（Vios雙生車型）
- Camry
- Camry Hybrid
- Century
- Corolla Axio（Corolla Altis雙生車型）
- Crown Athlete
- Crown Hybird
- Crown Royal
- Crown Sedan
- Highlander
- Prius
- Auris（屬Corolla家族）
- Blade（Auris頂級車型）
- Corolla Rumion （第二代賽揚xB雙生車型）
- Corolla Runx
- Corolla Spacio
- Yaris Cross
- Prius Plug-in Hybrid（Prius插電式混合動力版）
- Yaris
- Corolla Fielder
- Probox Wagon（英语：Toyota Probox）（Succeed Wagon雙生車型）
- 86 （賽揚FR-S和速霸陸BRZ雙生車型）
- 豐田Supra（2002年停產，2019年重新發表）
- Alphard
- Alphard Hybrid
- Noah（英语：Toyota Noah）（Voxy雙生車型）
- Probox Van（英语：Toyota Probox）（Succeed Van雙生車型）
- Vellfire（Alphard雙生車型）
- Voxy（英语：Toyota Voxy）（Noah雙生車型）
- LiteAce Truck（英语：Toyota LiteAce）（Daihatsu Gran Max雙生車型）
- Pixis Truck（英语：Toyota Pixis Truck）（以Daihatsu Hijet為基礎開發）
- Prius α（海外稱Prius V，分五人和七人座)
- Sienta（以Vitz為基礎開發）
- Harrier（以Lexus RX為基礎開發）
- Harrier Hybrid（以Lexus RX450h為基礎開發）
- Land Cruiser（Lexus LX雙生車型）
- Land Cruiser Prado（以Land Cruiser為基礎開發，Lexus GX雙生車型）
- RAV4
- Rush （Daihatsu Be-go和Terios雙生車型）
- Vanguard（以RAV4為基礎開發，分五人和七人座）
- Dyna
- Hilux
- Hiace（Regiusace雙生車型）
- LiteAce Van（英语：Toyota LiteAce）（Daihatsu Gran Max雙生車型）
- Pixis Van（英语：Toyota Pixis Van）（以Daihatsu Hijet為基礎開發）
- Regiusace（Hiace雙生車型）
- Camroad（由日野汽車生產的露營車款）
- FCHV（英语：Toyota FCHV）（試驗租貸車款，不向公眾發售）
- Himedic（英语：Toyota HiMedic）／豐田救護車（2006年改款後將會以Hiace為基礎設計）
- Mega Cruiser／豐田高機動車（日本自衛隊使用車輛。民用版稱為「Mega Cruiser（英语：Toyota Mega Cruiser）」）

### 臺灣
- bZ4X
- Camry
- Camry Hybrid
- Corolla Altis
- Corolla Altis Hybrid
- Corolla Sport（日規）
- Corolla Cross
- Corolla Cross Hybrid
- Crown
- Vios
- GR Yaris
- Yaris Cross
- Prius（Prius、Prius PHV、Prius α）
- RAV4
- RAV4 Hybrid
- GR Supra
- GR86（2016年10月在台灣發表小改款車型）
- Alphard
- Hilux
- Sienna

### 中國大陸

#### 轎車（Sedan）
- 凯美瑞（Camry中規版）
- 凯美瑞电混双擎（Camry Hybrid中規版）
- 威馳（Vios中規版）
- Allion（Corolla中規版）
- 花冠EX（Corolla Altis中規版）
- 卡羅拉（Corolla中規版）
- 雷凌（Corolla中規版）
- 皇冠（Crown中規版）

#### 掀背（Hatchback）
- 普锐斯（Prius中規版）
- 雅力士（Vitz中規版）

#### 運動休旅車（SUV）
- 漢蘭達
- Land Cruiser 100m
- RAV4 （荣放、威兰达）

#### 商用車 （Commercial）
- 柯斯達（Coaster中規版）

### 香港
- Alphard
- Vellfire
- 86
- 佳美（Camry港規版）
- 哥露娜（Corolla港規版）
- Echo（Vitz港規版）
- 大利（Dyna港規版）

## 产品事件

### 召回
2009年8月24日，丰田在华合资企业广汽丰田和一汽丰田宣布，召回部分凯美瑞、雅力士、威驰及卡罗拉轿车，总计688,314辆，成为中国大陆2004年实施汽车召回制度以来最大一笔汽车召回。
2012年10月10日，因电动车窗开关存在缺陷，丰田汽车决定在日本召回小型车“威姿(VITZ)”等6款车型共约46万辆，同时将在美国召回约247万辆、从欧洲和中国召回280万辆，全球总计召回743万辆汽车。
2014年4月份，因为座椅导轨、转向器固定支架以及气囊排线等存在故障隐患，丰田从全球共召回640万辆汽车，总共涉及27款车型。其中，350万辆汽车被召回，是因为需要更换与司机侧安全气囊相连的螺旋线。此次召回包括了美国市场上的近180万辆汽车，丰田2014年在美召回车辆的总数由此达到了近290万辆，召回数字增长速度远远快于前年。
2020年1月，丰田公司（Toyota）宣布，将在美国市场召回近70万辆汽车，表示此次召回是因为汽车的燃油泵失灵可能造成引擎熄火，导致增加发生车祸的危险。召回的汽车包括2018至2019年份的凌志（Lexus）LS 500、LC 500、RC 350、RC 300、GS 350、IS 300、ES 350、LX 570、GX 460和RX 350型车。另外，还包括2018和2019年份的部分4Runner、Camry、Highlander、Land Cruiser、Sequoia、Sienna、Tacoma和Tundra型车，以及部分2019年份的Avalon车和Corolla车也受到召回的影响。
2020年3月，由于燃油泵问题，日本汽车业龙头丰田汽车 (7203-JP) 宣布在全球召回 320 万辆汽车。影响范围包括丰田（TOYOTA）品牌，以及旗下高级车品牌 Lexus 的多个车款。而问题车辆有超过半数都在北美。此次召回包括了美国地区的180万辆汽车，涉及的车型包括2013年-2019年的卡车、商用车、SUV和轿车，具体车型包括亚洲龙、凯美瑞、花冠、汉兰达、红杉、雷克萨斯等。

## 外部連結
- 豐田汽車企業網站（页面存档备份，存于） （日語）
- 豐田汽車日本銷售網站（页面存档备份，存于） （日語）
- 豐田汽車台灣（页面存档备份，存于） （繁體中文）
- 丰田汽车香港（页面存档备份，存于） （繁體中文）
- 丰田汽车中国投资有限公司（页面存档备份，存于） （简体中文）
- 豐田汽車全球網站（页面存档备份，存于） （英文）
- 豐田汽車台灣的Facebook專頁
- YouTube上的豐田汽車台灣頻道
- Toyota 品質與安全徹底研究－U-CAR 徹底研究（页面存档备份，存于）（繁體中文）
- 豐田Corolla Hatchback / Auris 台灣TOPGEAR網頁 - 真相即將大白（页面存档备份，存于）（繁體中文）